# Arche du goût
L'Arche du goût  est un projet lancé en 1996 par le mouvement Slow Food et qui a pour mission de chercher et inventorier les produits alimentaires traditionnels menacés de disparition. Elle accueillait en 2022 près de 6 000 produits ou ressources biologiques intérieures provenant de plus de 150 pays.

## Principe
Les aliments inclus dans la liste sont censés être culturellement ou historiquement liés à une région, une localité, une ethnie ou une pratique de production traditionnelle spécifique, en plus d'être rares. Les aliments qui répondent à ces critères sont décidés par un comité de sélection composé de membres de Slow Food ; tous les candidats passent par un processus de nomination officiel qui comprend des dégustations et l'identification des producteurs de la région.
La liste comprend non seulement des plats cuisinés et des produits alimentaires, mais aussi un grand nombre d'animaux de race ainsi que des légumes et des fruits aux saveurs presque oubliées. L'Arche vise ainsi à maintenir les produits comestibles dans son champ d'action en encourageant activement leur culture pour la consommation. En agissant ainsi, Slow Food espère promouvoir la culture et la consommation d'aliments durables et préserver la biodiversité dans la chaîne alimentaire humaine.

## Liste des aliments

### États-Unis
- Daube glacé

## Exemples de produits en sursis dans le monde

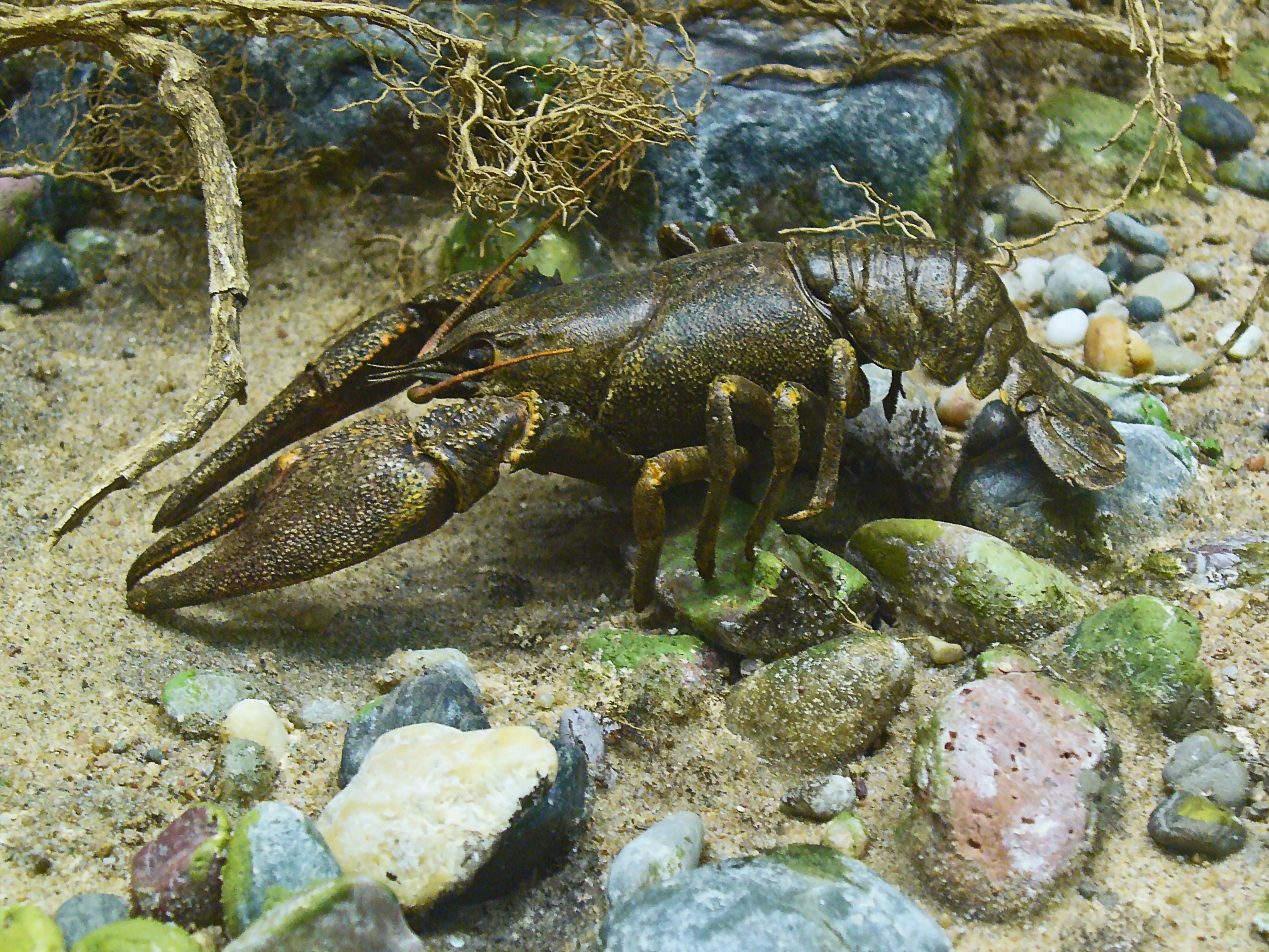
L'Astacus astacus ou écrevisse à pattes rouges (Suède).
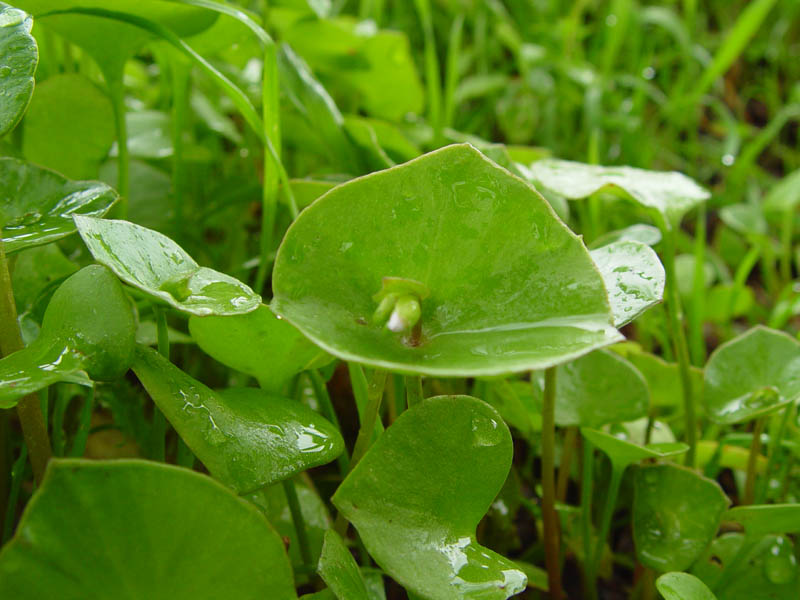
Claytonia perfoliata dite laitue du mineur (Canada).
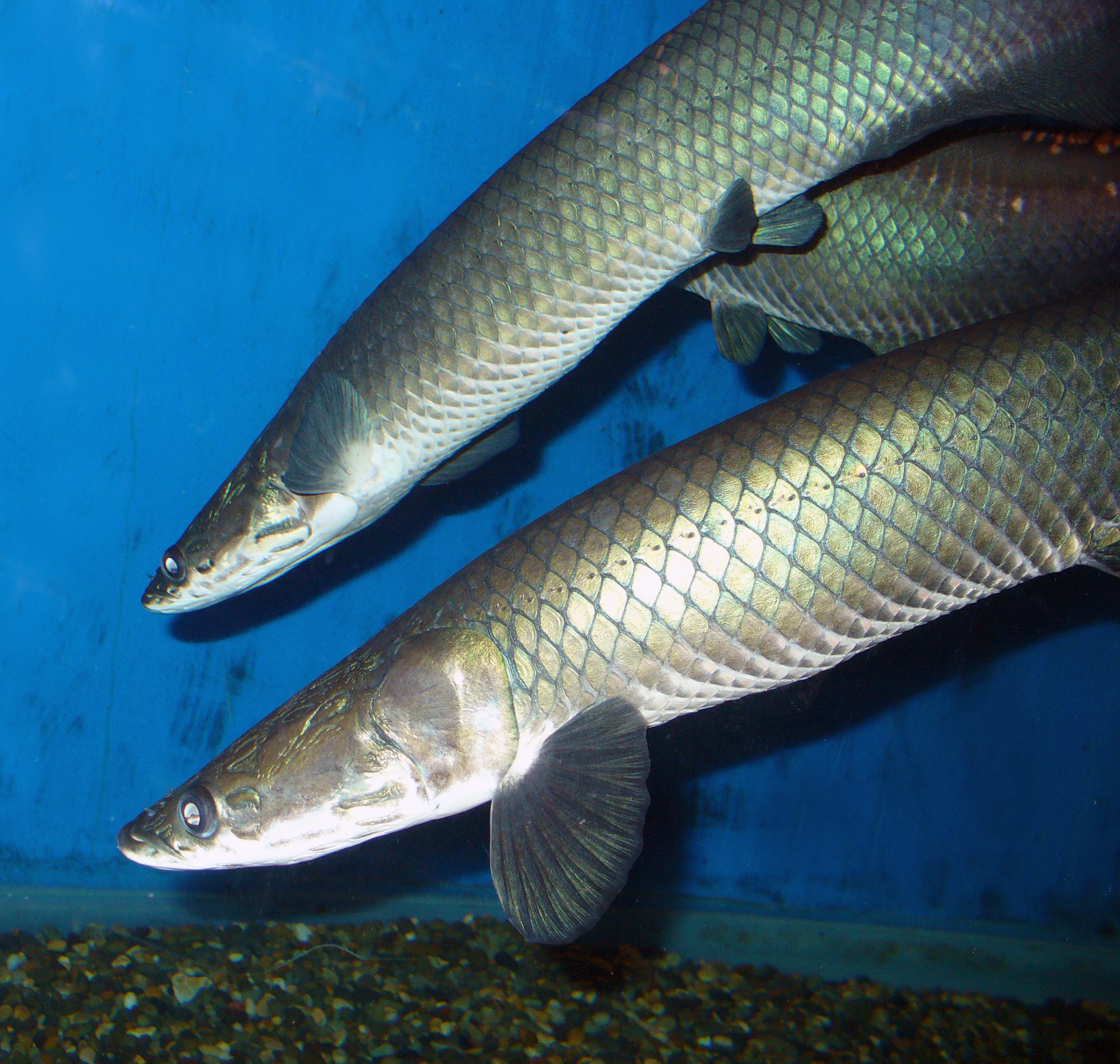
Le pirarucu (Brésil).
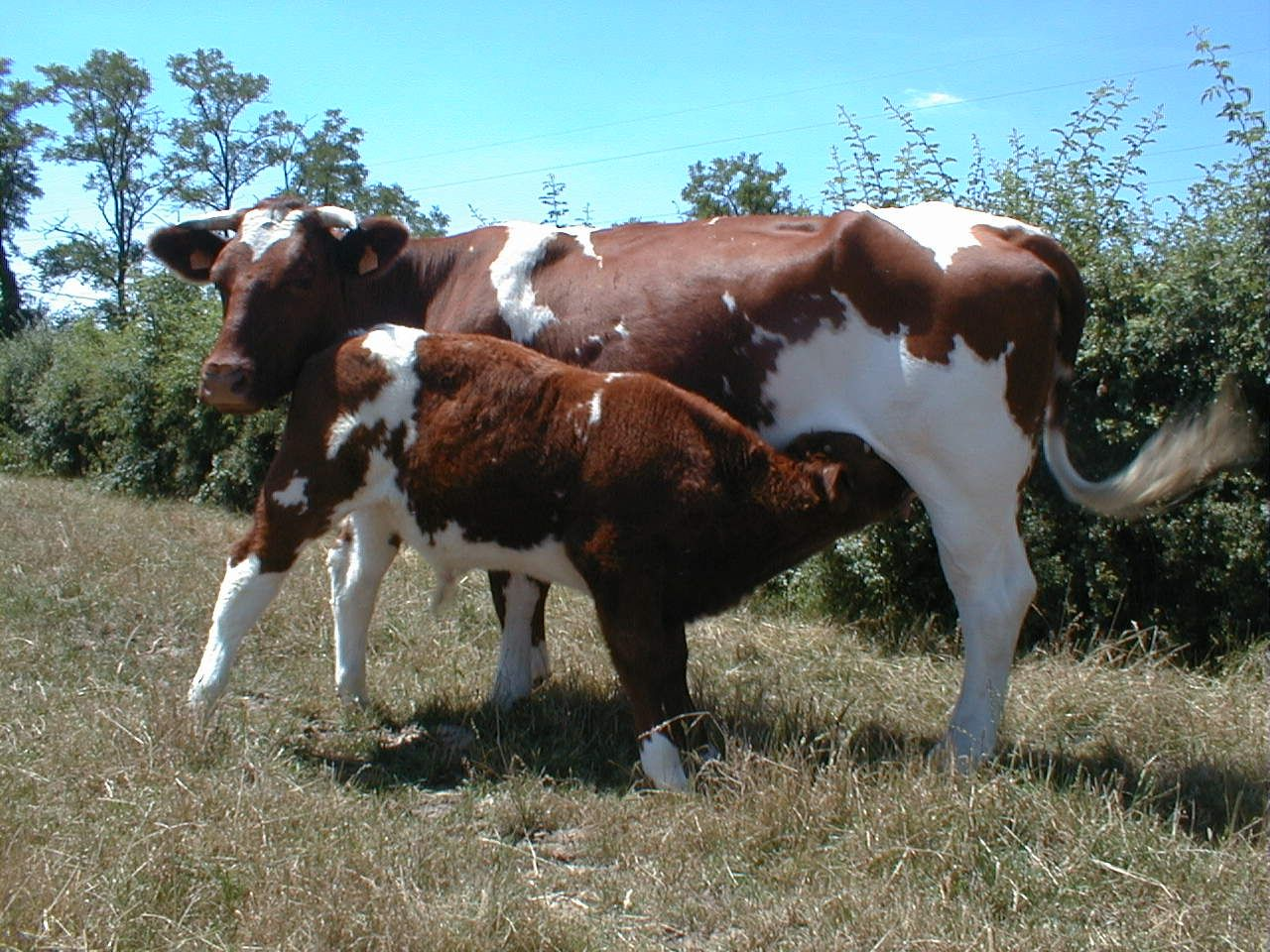
La race bovine Maine-Anjou (France).
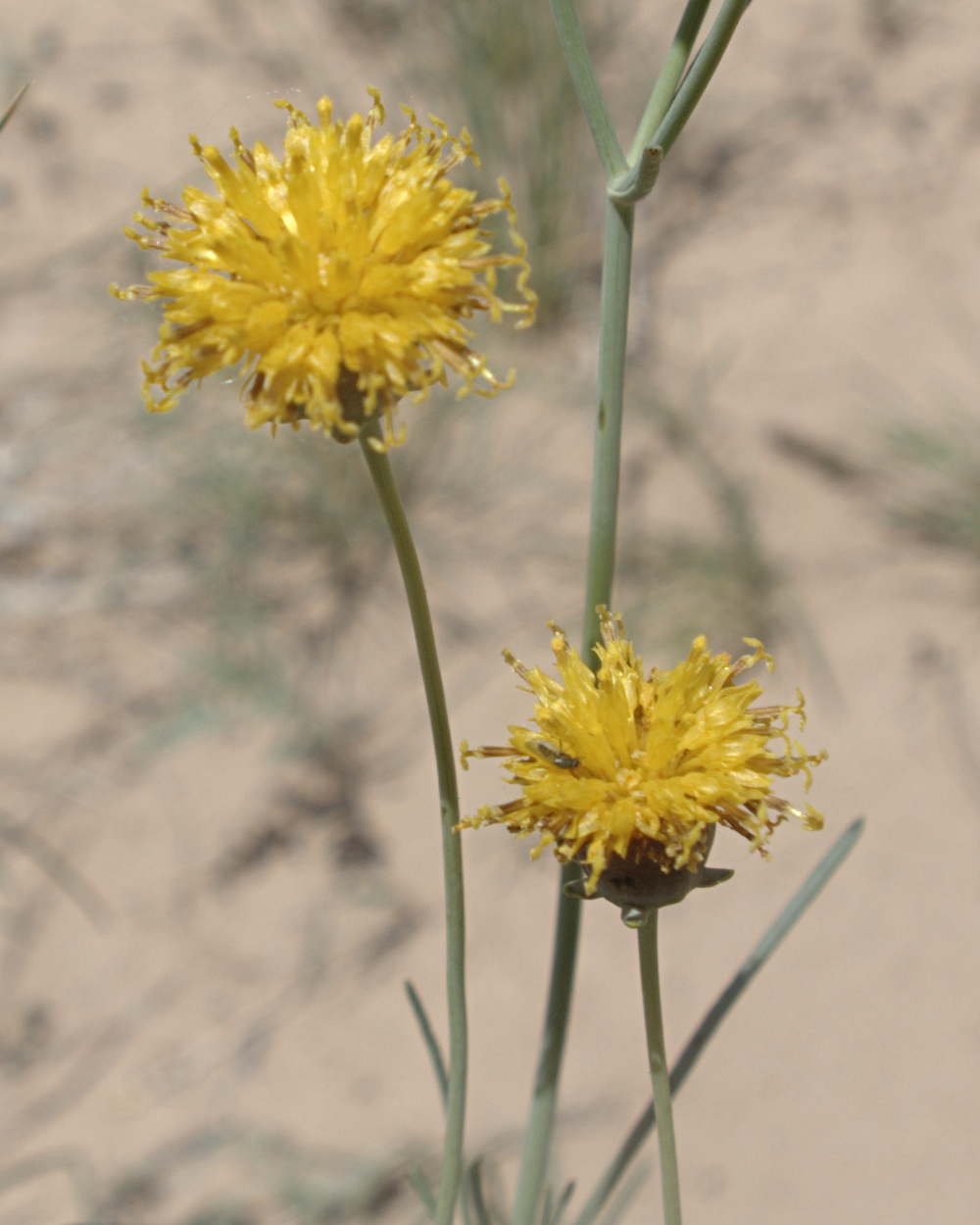
Thelesperma megapotamicum appelé aussi thé navajo (États-Unis).
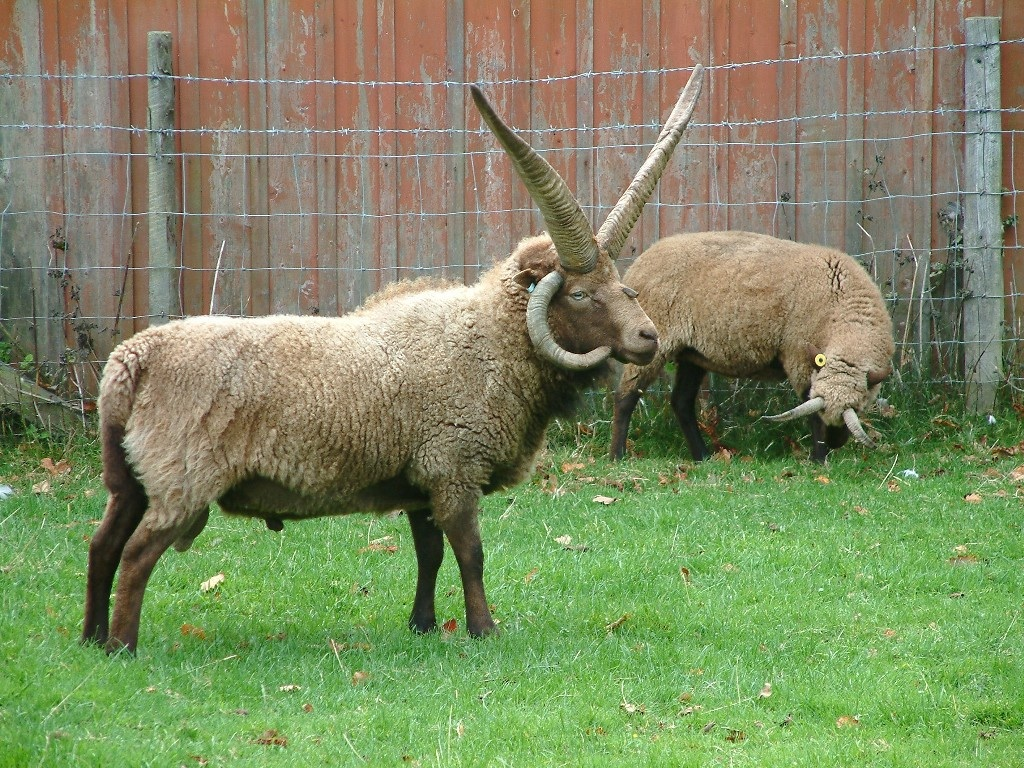
Le loaghtan de l'île de Man (Grande-Bretagne).
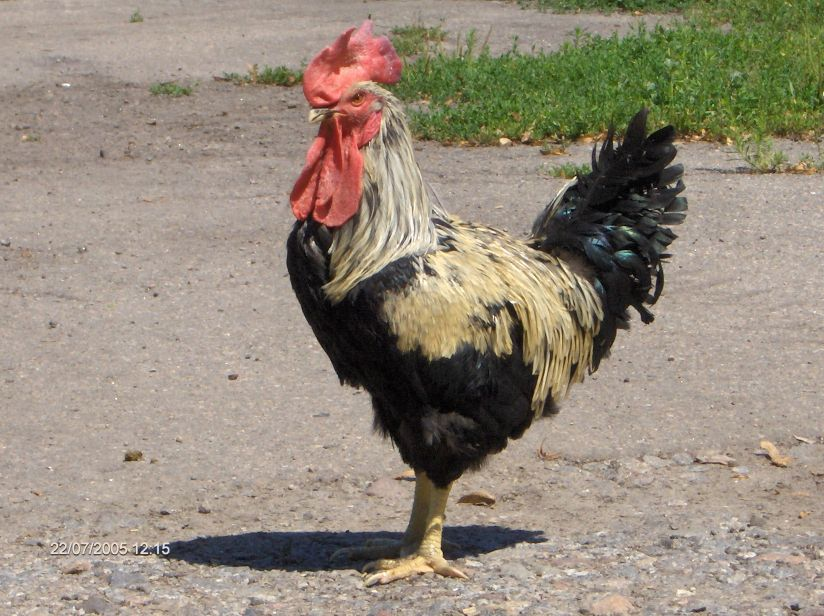
La poule domestique de Yourlov (Russie).
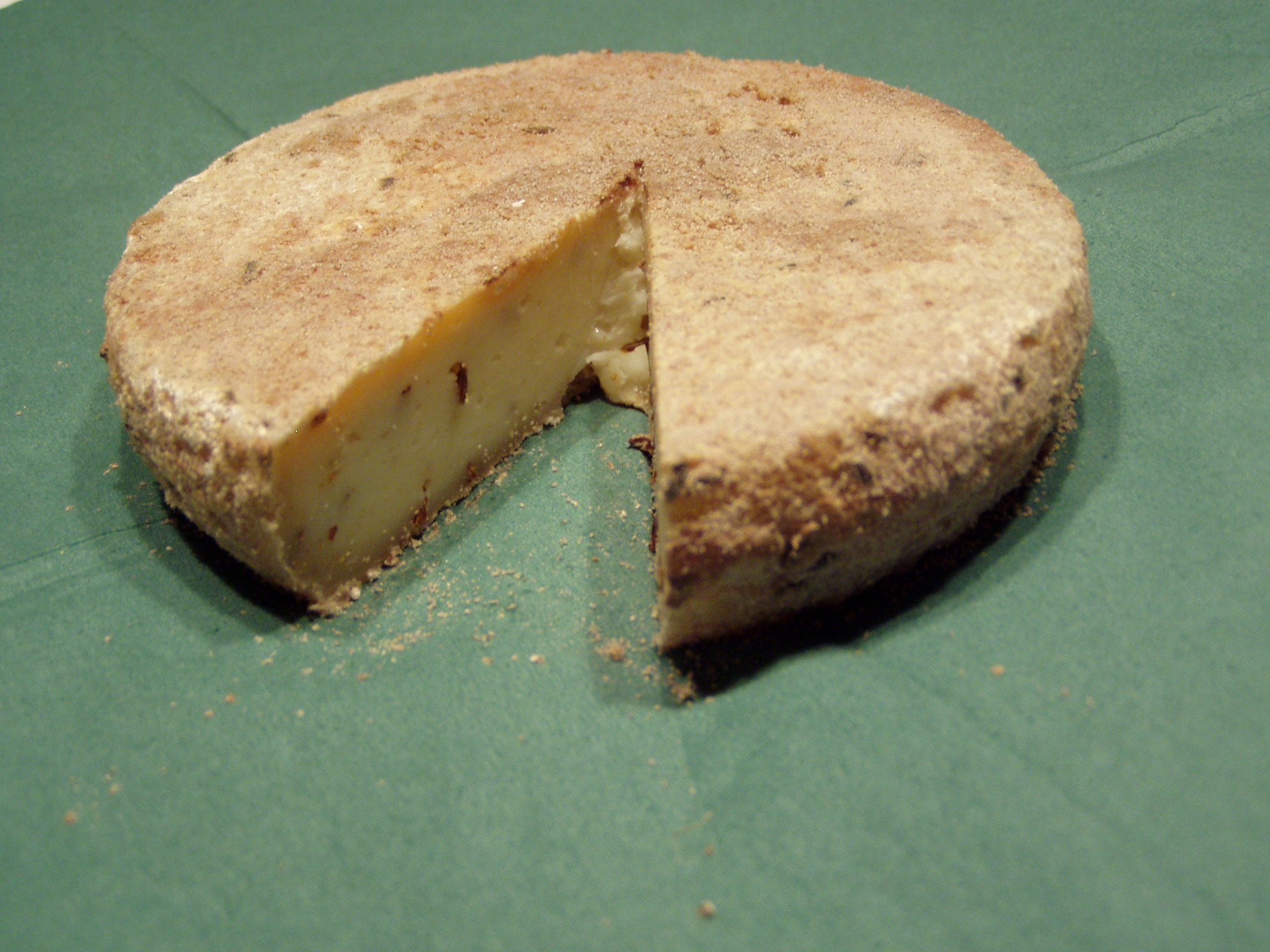
Le fromage Milbenkäse (Allemagne).
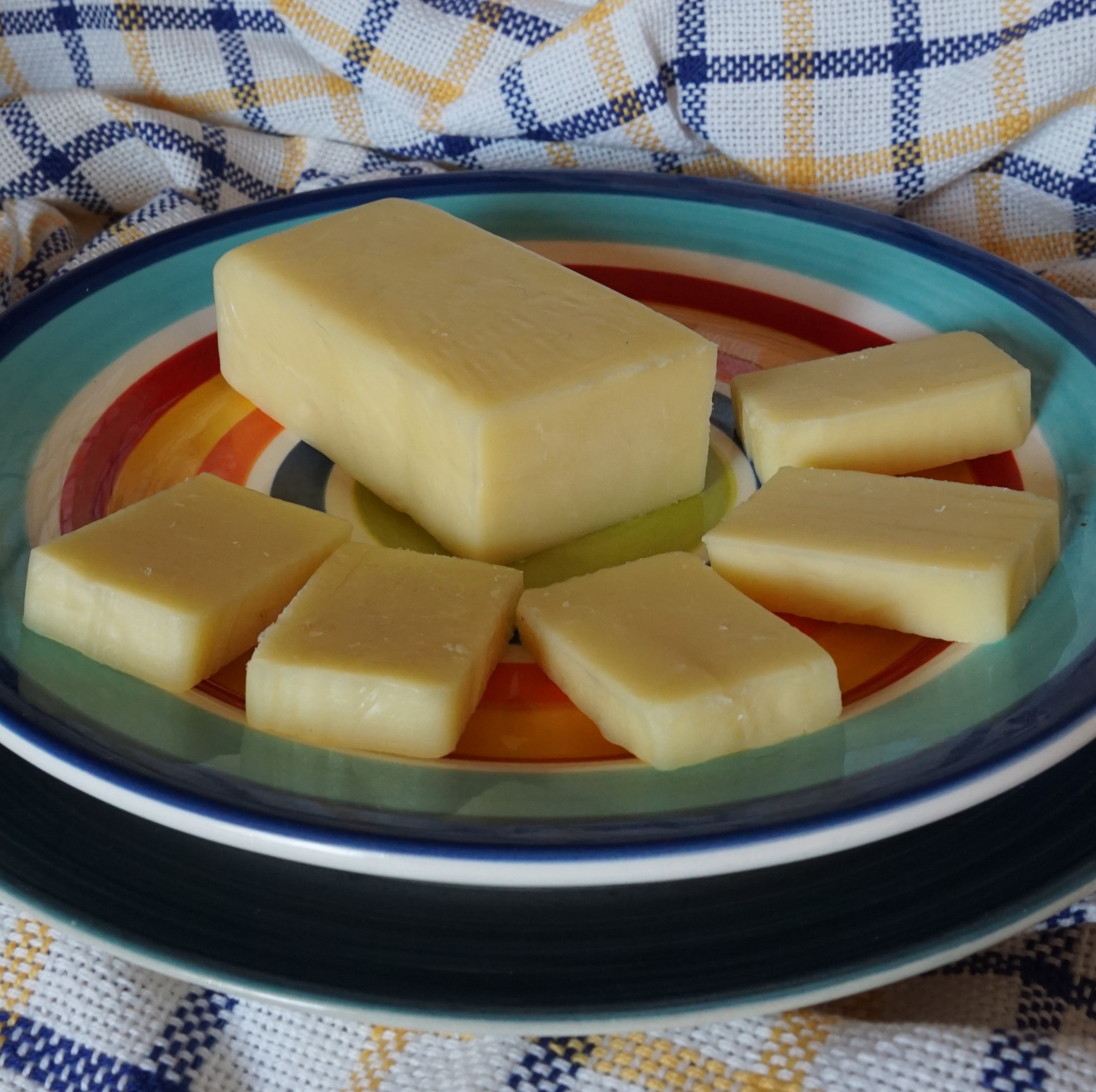
Le fromage Le Cru du Clocher (Canada).